# Charlie Parker
Pour les articles homonymes, voir Parker et Bird.
Charlie Parker (Charles Christopher Parker, Jr.) surnommé Bird (l'oiseau) ou Yardbird, né le 29 août 1920 à Kansas City et mort le 12 mars 1955 à New York, est un saxophoniste alto emblématique du jazz américain. Il est l'un des fondateurs du style bebop. Avec entre autres Louis Armstrong, Duke Ellington et Miles Davis, il est considéré comme un des jazzmen les plus influents de l'histoire du jazz.
Dans les années 1940, Charlie Parker et Dizzy Gillespie ont assis les premiers éléments du jazz moderne en participant activement à l'émergence du bebop, une forme de jazz caractérisée par des tempos rapides, une grande technicité et une improvisation basée sur la structure harmonique. Les nouvelles approches proposées par Parker sur la mélodie, le rythme et l'harmonie ont considérablement influencé les musiciens contemporains. De nombreuses compositions de Parker sont devenues des standards de jazz bebop, dont Ornithology, Billie's Bounce, Scrapple from the Apple (en), Now's the Time (en), Au Privave (en), Yardbird Suite…

## Biographie

### Ses débuts à Kansas City
Fils unique de Charlie Parker Senior, pianiste et danseur itinérant, puis steward dans les chemins de fer, et d'Addie Parker, amérindienne d'ascendance Choctaw, le jeune Charlie chante dans la chorale de son école, puis se passionne pour le jazz, dont Kansas City est à l'époque la capitale, en même temps que celle du jeu, de la prostitution, de la drogue et du trafic d'alcool — nous sommes sous la Prohibition. Dès 11 ans, Parker commence à jouer du saxophone pour intégrer l'orchestre de son école à l'âge de 14 ans. De nombreux témoignages concordent pour affirmer qu'il montre dans ses jeunes années un talent exceptionnel pour la musique. À cette époque à Kansas City, les musiciens des grands orchestres de jazz comme celui de Count Basie luttent pour la reconnaissance dans des jam-sessions, lieux d'affrontements sans merci où tout est possible mais qui offrent une émulation exceptionnelle aux jeunes musiciens comme Parker, ainsi que l'espoir qu'un jour eux aussi pourront rivaliser avec les meilleurs.
Il parvient à intégrer des orchestres de Kansas City pour quelques dates et travaille sa technique auprès de Buster Smith. Très respectueux des virtuoses de l'instrument (Coleman Hawkins, Lester Young, Jimmy Dorsey, Johnny Hodges...) et des maîtres du Jazz en général (Louis Armstrong représentant la maîtrise totale), Charlie travaille sans relâche en écoutant sans fin les disques qu'il parvient à acquérir, repiquant les solos des maîtres de l'époque, et les rejouant note pour note — pratique extrêmement répandue chez les musiciens de Jazz, la seule « école de Jazz » consistant à reproduire à l'oreille les phrases des meilleurs musiciens. En 1937, il intègre finalement l'orchestre du pianiste Jay McShann, avec qui il effectue une tournée dans toute la région jusqu'à New York. Il enregistre ses premiers morceaux dont The Jumpin' Blues en 1942, où il interprète un solo court mais éblouissant.

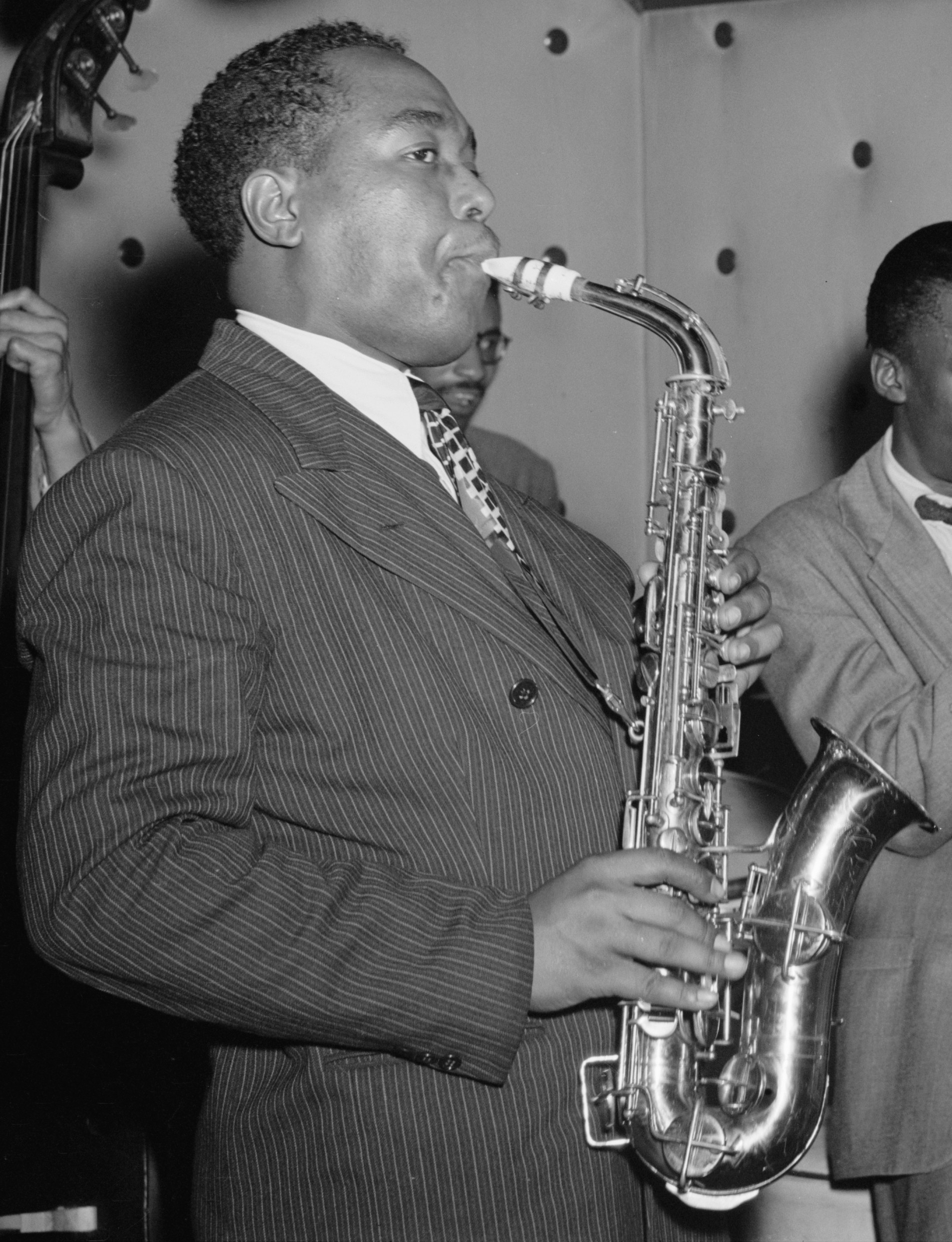
Au club de jazz new-yorkais Three Deuces en 1947

### Sa percée en tant que musicien
En 1939, Parker quitte Kansas City pour New York City, où se trouvent les meilleurs orchestres du pays. Il cherche à approcher les meilleurs musiciens, dont Art Tatum, dont la virtuosité l'impressionne et trouve le moyen de l'écouter tous les soirs par le biais d'un emploi de plongeur du restaurant où se produit le pianiste.
En 1942, Parker quitte le groupe de McShann pour jouer pendant huit mois aux côtés de Earl Hines. On situe à cette époque les débuts du be-bop, bien qu'aucun enregistrement — à cause d'une grève du syndicat des musiciens — ne puisse en témoigner. Il semble pourtant que ce style ait été inventé ou du moins formalisé par un groupe de jeunes jazzmen dont Parker fait partie et pour qui probablement la maîtrise instrumentale touche déjà à sa maturité. Il y a aussi le trompettiste Dizzy Gillespie, le pianiste Thelonious Monk, le guitariste Charlie Christian et les batteurs Max Roach et Kenny Clarke. Élaborée au cours des jam-sessions d'après concert dans les clubs de la ville, cette musique à la complexité nouvelle a pour but, comme le résume plus tard Monk, de créer quelque chose « qu'ils ne puissent pas jouer », « ils » désignant les musiciens swing, musique (souvent commerciale) de la génération précédente (Benny Goodman, Glenn Miller, Tommy Dorsey, Artie Shaw...).
Pour cela, le bebop apporte une harmonisation plus riche (utilisation d'accords comportant de nombreuses notes altérées, 9° et 13°), dans un cadre rythmique plus complexe, tout en conservant les morceaux traditionnels du jazz. Le thème fétiche de Bird, Cherokee illustre ceci.

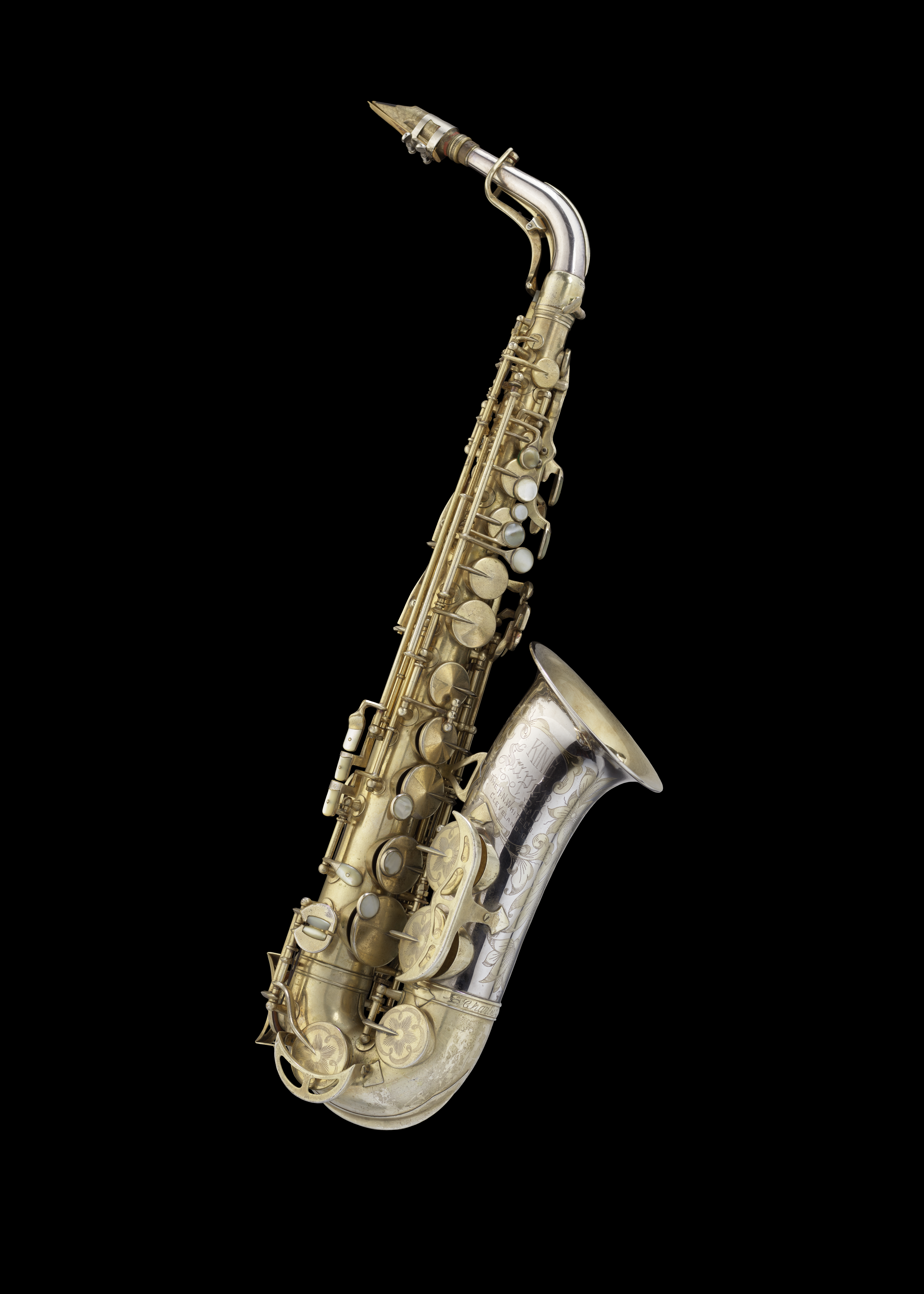
Son saxophone alto, au Smithsonian Institution

L'émergence subite du bebop, peu ou aucunement documentée a donné lieu à de nombreuses controverses, dont beaucoup furent colportées par les musiciens eux-mêmes. C'est cependant Charlie Parker lui-même qui a raconté à un journaliste dans les années 1950 que les principes de ce genre musical lui étaient venus subitement en 1939 alors qu'il travaillait l'improvisation sur Cherokee, lorsqu'il parvint à jouer une musique qu'il « entendait » en lui depuis quelque temps sans parvenir à la produire, en particulier dans l'exploitation des notes « altérées » des accords. Les premiers enregistrements entièrement « bop » sont effectués en 1945, en particulier le 28 février lorsque les compositions Groovin' high et Dizzy Atmosphere sont enregistrées, et le 11 mai avec des œuvres tout aussi révolutionnaires tels que Hot house, Shawnuff et Salt Peanuts ; Charlie Parker ayant trouvé en Dizzy Gillespie un partenaire à sa mesure. Une troisième session réalisée le 26 novembre en compagnie de Miles Davis, âgé de 19 ans et encore inconnu du grand public, fournit d'autres enregistrements célèbres, parmi lesquels Ko-Ko (basé sur les accords de Cherokee), Now's the Time, Billie's Bounce. À partir de là, le bebop s'impose comme un genre de jazz à part entière, ce qu'il reste encore de nos jours.
Avec Bud Powell, Dizzy Gillespie, Tadd Dameron ou Thelonious Monk, il fréquente la pianiste et compositrice Mary Lou Williams, qui lui donne des conseils et accompagne cette nouvelle génération de musiciens, qu'elle invite à son émission de radio hebdomadaire sur WNEW, Mary Lou Williams's Piano Workshop.

### La descente
Peu après cette dernière session, Gillespie et Parker se séparent, Charlie restant en Californie, où le groupe joue quelques concerts qui ne se déroulent pas idéalement. L'une des raisons de ces deux événements est sans doute le comportement de plus en plus instable de Parker.

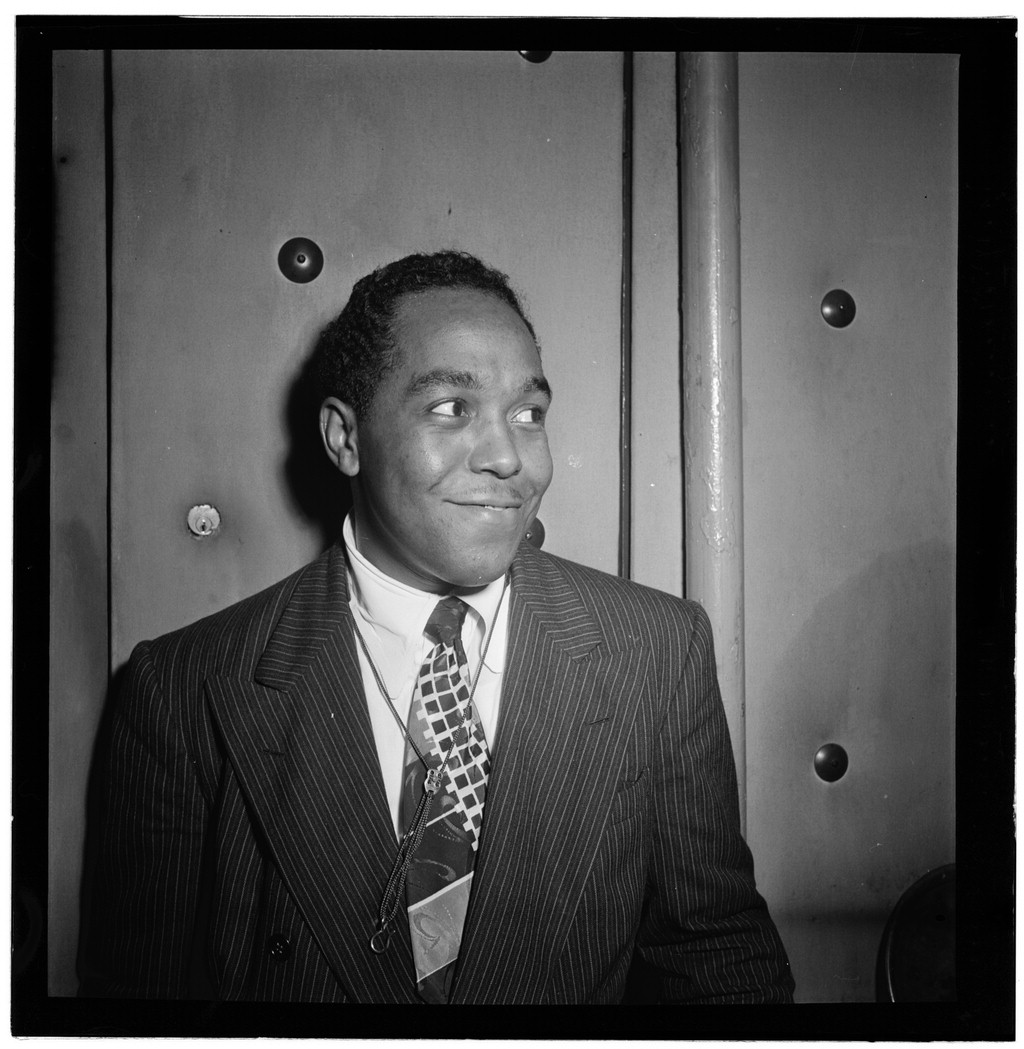
En 1947

Le saxophoniste a développé dans son adolescence une forte addiction aux opiacés, assez courante chez les artistes à l'époque. De la morphine il passe rapidement à l'héroïne, ce qui empoisonnera le reste de sa vie et sera finalement la cause de son décès prématuré. Le jazz resta plusieurs décennies associé aux narcotiques, ce qui a grandement contribué à ternir l'image du mouvement bebop dans son ensemble et a gâché l'ascension de nombreux musiciens talentueux.
L'addiction de Parker aux drogues est importante et il se soucie davantage de l'obtention de ses doses plutôt que d'arriver à l'heure ou même d'assurer concerts et sessions d'enregistrement. 1946 fut pour lui ponctuée par une succession de péripéties qui se terminèrent par un séjour de six mois à l'hôpital psychiatrique de Camarillo,.

### Charlie Parker au sommet
À sa sortie d'hôpital en janvier 1947, Parker est débarrassé de ses problèmes de drogue et prêt à se replonger dans la musique. Il produira les années suivantes des disques excellents pour les labels Savoy et Dial, dont certains avec ce qu'on surnomme depuis son « quintet classique », comprenant Miles Davis à la trompette, Duke Jordan au piano, Tommy Potter à la basse et Max Roach à la batterie.

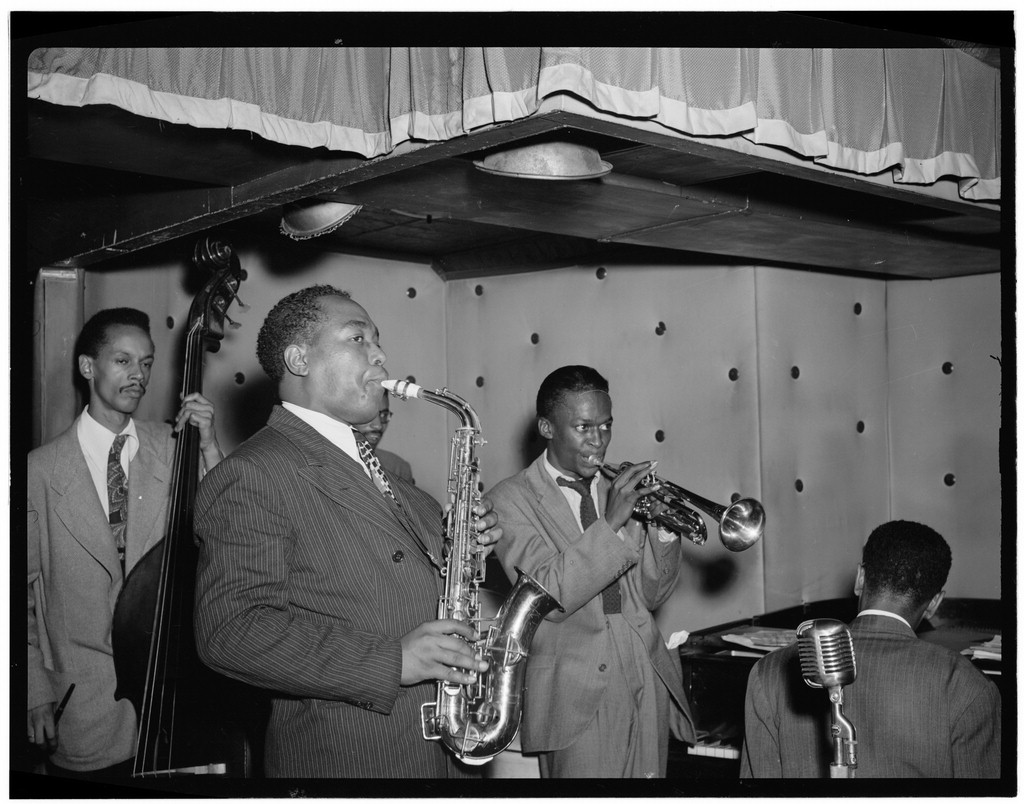
Avec Tommy Potter et Miles Davis en 1947

Appliquant à des chansons populaires américaines et à des blues son talent extraordinaire d'improvisateur, Parker produit des morceaux d'une complexité mélodique stupéfiante, jamais dénués de qualité émotionnelle. Ainsi, l'écoute de Parker's Mood reste aujourd'hui encore d'une intensité exceptionnelle.
Dès 1946, il participe aux concerts du Jazz at the Philharmonic organisés par Norman Granz, il se produit alors aux côtés de l’idole de sa jeunesse, le saxophoniste Lester Young. Norman Granz le fait rapidement signer sur son label Verve. En mai 1949, il se produit en France avec son quintet, Salle Pleyel à Paris, à Marseille et à Roubaix. En novembre 1949, il enregistre accompagné d’un orchestre à cordes, qui lui offre une reconnaissance et un succès auprès du grand public, statut rare à cette époque pour un musicien de jazz noir aux États-Unis.
En 1951, à la suite de ses démêlés avec des patrons et des imprésarios, on lui retire sa carte de travail à New York pendant quinze mois, ce qui lui interdit de se produire dans les clubs. Cette même année, il retrouve ses vieux complices Dizzy Gillespie et Thelonious Monk pour l’enregistrement du disque Bird and Diz (en). En 1953, malgré une santé déclinante, Charlie Parker montre des qualités musicales intactes lors du concert historique du Massey Hall de Toronto où il se produit aux côtés de Dizzy Gillespie à la trompette, Bud Powell au piano, Charles Mingus à la basse et Max Roach à la batterie. Au début des années 1950, les disques de Charlie Parker se vendent très bien et son impact sur le monde du jazz est sans précédent depuis Louis Armstrong, plus de vingt ans plus tôt. Son jeu est imité par un grand nombre de musiciens, même parmi ceux qui tentent d'échapper à son influence.

### La fin

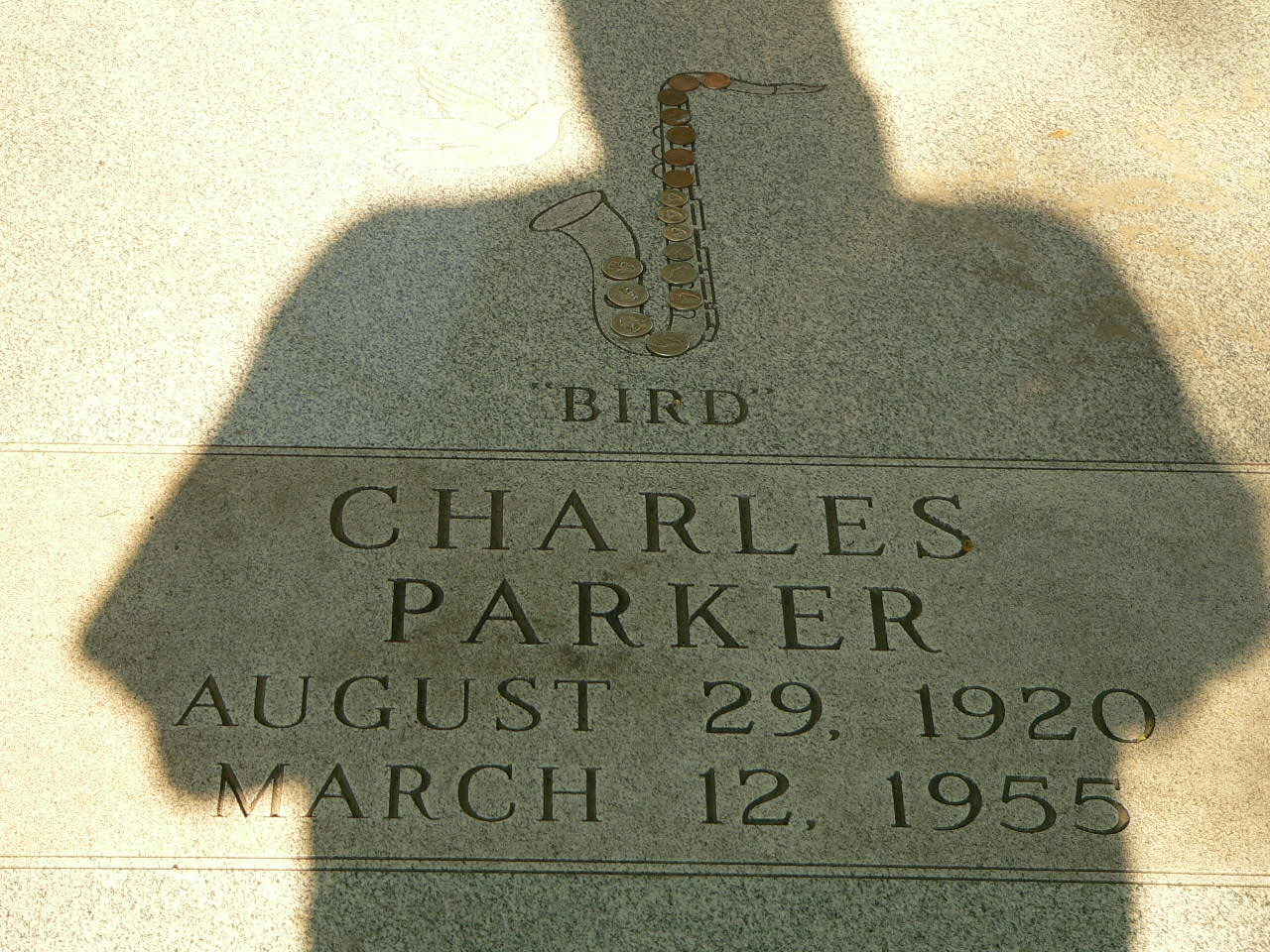

Alors que pendant des années, sa renommée reste au plus haut, il ne parvient toujours pas à se passer d'héroïne ou à calmer ses pulsions autodestructrices. Il a fait sa dernière apparition le 5 mars 1955 au club de jazz new-yorkais Birdland qui porte son nom. Charlie Parker meurt le 12 mars 1955 à New York chez la baronne Pannonica de Koenigswarter, alors qu'il regardait la télévision, à l'âge de seulement 34 ans. Si sa mort est officiellement attribuée à une pneumonie et un ulcère, elle est surtout le résultat de ses excès d'alcool et de drogue. Le médecin légiste chargé d'examiner le corps le trouvera si abîmé et épuisé qu'il lui attribuera un âge compris entre 50 et 60 ans. Lors de ses funérailles, le maire de New York est officiellement représenté par Anna Arnold Hedgeman.
Charlie Parker repose au cimetière Lincoln de Kansas City dans le Missouri.

## Discographie (sélective)

### Albums studio (discographie partielle)
- Charlie Parker's Story (1945)
- Charlie Parker Quatuor (1950)
- One Night in Birdland (1950)
- Bird and Diz (1952)
- Jam Session (1952)

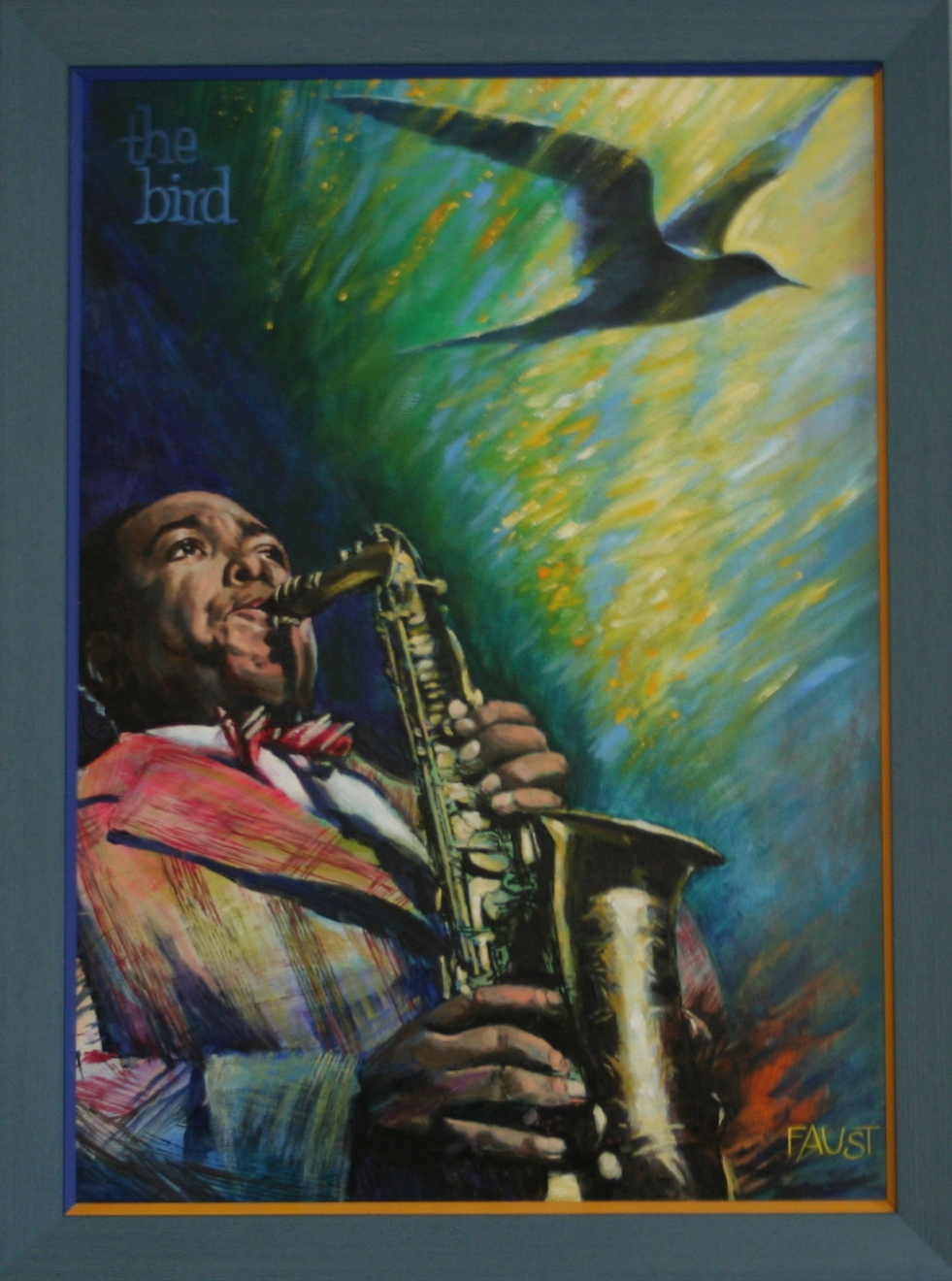
The Fly, par le peintre Berthold Faust (1989)

- Charlie Parker plays North of the Border (1953)
- Trio of the Year (1953)
- Charlie Parker (1953)

### Albums live
- Carnegie Hall X-Mas '49 (1950)
- Jazz at Massey Hall (1953)
- The Greatest Jazz Concert Ever (1953)
- One Night in Washington (1953)
- Yardbird: DC-53 (1953)
- A Night at Carnegie Hall (1956)
- Bird on 52nd St. (1958)

### Participations
- 1953 : Miles Davis, Collectors' Items.

## Compositions
Parmi les nombreux morceaux composés par Charlie Parker, on peut citer :
- Ah-Leu-Cha (en)
- Another Hairdo
- Anthropology
- Au Privave (en)
- Back Home Blues
- Ballade
- Barbados (en)
- Billie's Bounce
- The Bird
- Bird Gets the Worm
- Bloomdido (en)
- Blue Bird
- Blues (Fast)
- Blues for Alice (en)
- Buzzy
- Cardboard
- Celerity
- Chasin' the Bird (en)
- Cheryl (en)
- Chi Chi
- Confirmation (en)
- Constellation (en)
- Cosmic Rays
- Dewey Square
- Diverse
- Dexterity (en)
- Drifting on a Reed (en), également connu sous les titres de Big Foot, Giant Swing ou Air Conditioning
- K. C. Blues
- Kim
- Klaun Stance
- Ko-Ko (en)
- Laird Baird
- Leap Frog
- Marmaduke
- Merry-Go-Round
- Mohawk
- Moose the Mooche (en)
- My Little Suede Shoes
- Now's the Time (en)
- Ornithology (avec Benny Harris)
- An Oscar for Treadwell
- Parker's Mood (en)
- Passport
- Perhaps
- Red Cross
- Relaxin' at Camarillo (en)
- Relaxin' with Lee
- Scrapple from the Apple (en)
- Segment
- Shawnuff
- She Rote
- Si Si
- Steeplechase
- Swingmatism (en)
- Thriving from a Riff
- Visa
- Warming Up a Riff
- Yardbird Suite

Donna Lee, composé par Miles Davis, est souvent attribué à tort à Charlie Parker.

## Hommages

### Lieux

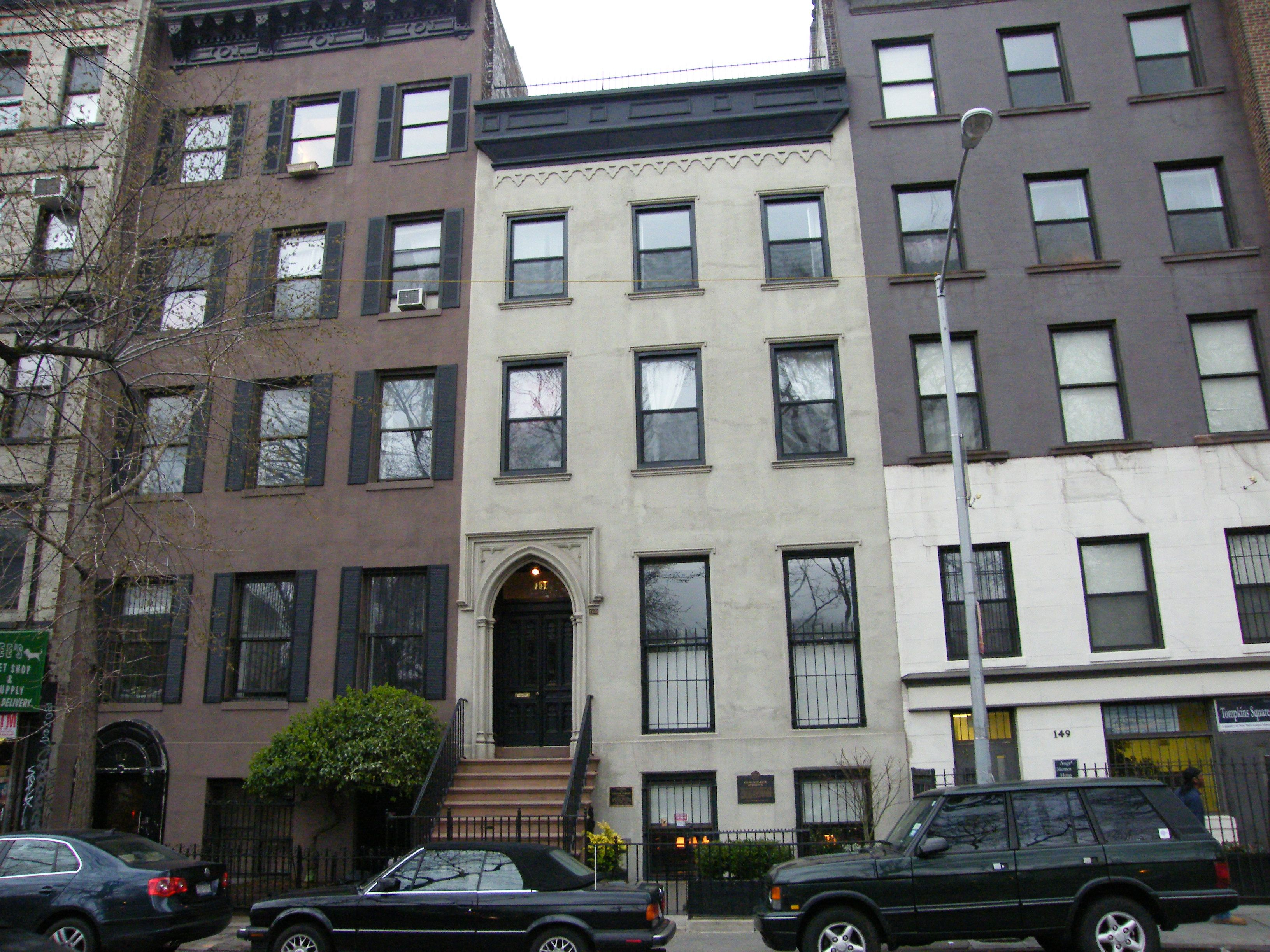
Résidence de Charlie Parker, de Manhattan à New York.

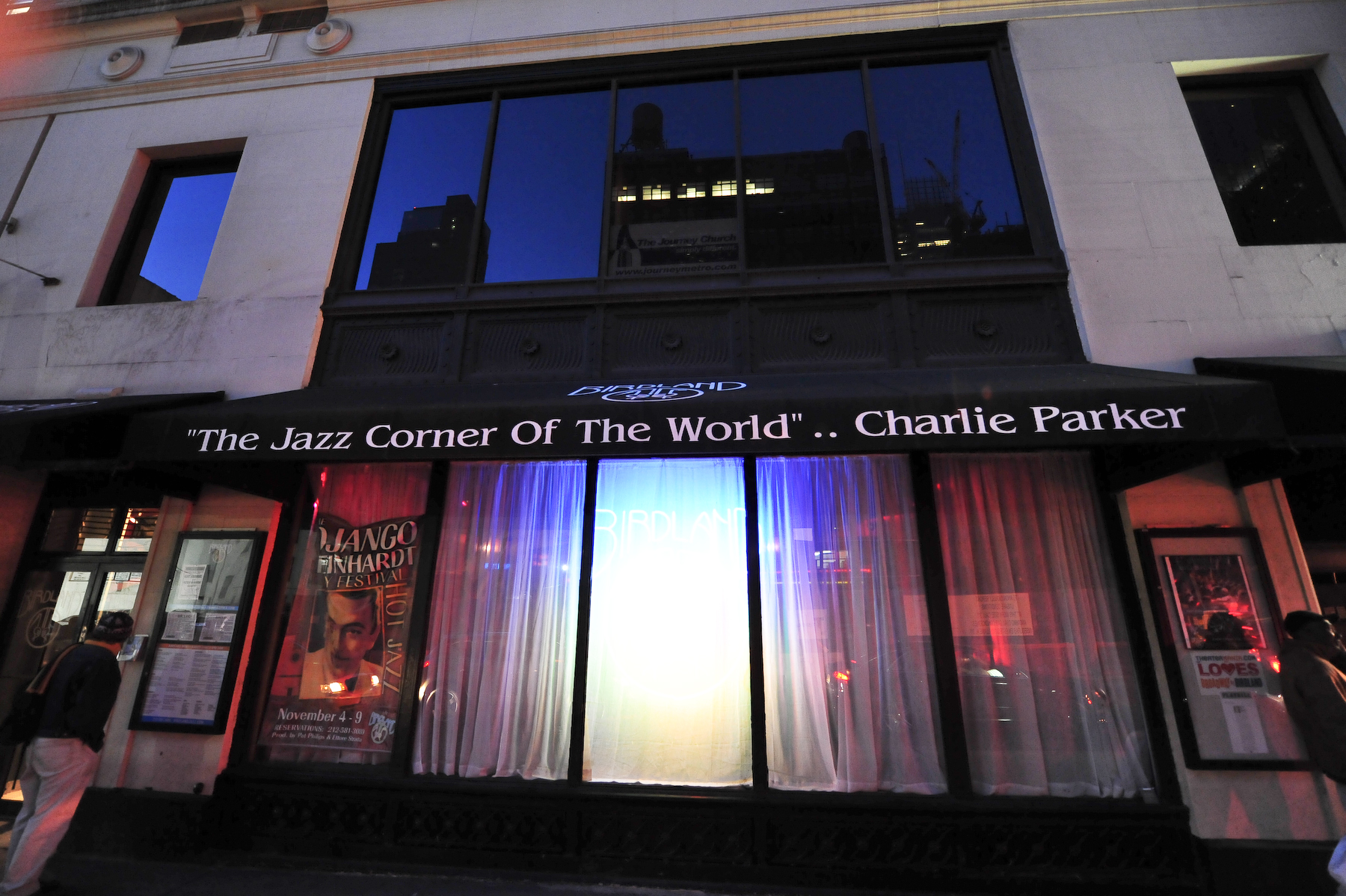
Birdland (club) (le monde de Bird) club de jazz new-yorkais de Manhattan.

- La Résidence de Charlie Parker (en), à Manhattan (New York), est classée au Registre national des lieux historiques de Manhattan.
- Le Birdland (le monde de Bird), club de jazz emblématique de Manhattan (New York), est baptisé à son nom.
- L'œuvre du sculpteur Alain Kirili, Hommage à Charlie Parker, située dans le 13e arrondissement de Paris, lui rend hommage.

### Festival
- Le Charlie Parker Festival se tient chaque année au mois d'août dans la galerie d'art Tribes Gallery au 285, 3e rue de New York.

### Musique
- En 1985, dans son titre La Boîte de jazz, composé comme un hommage aux grands jazzmen américains, le chanteur français Michel Jonasz mentionne le nom de Charlie Parker.
- La chanson Kind Of Bird du groupe The Allman Brothers Band est un hommage à Charlie Parker. Le titre se trouve sur l'album Shades Of Two Worlds (1991) et a été composé par Warren Haynes et Dickey Betts (tous deux guitaristes au sein des Allman Brothers).
- La chanson Bird's Lament du compositeur Moondog lui rend hommage.
- Le rappeur strasbourgeois Dooz Kawa lui rend hommage dans sa chanson Parker Charlie.

### Cinéma
- 1967 : Sweet Love, Bitter (en), d'Herbert Danska, adapté du roman Night Song de John Alfred Williams (en), s'inspire de la vie de Parker[20].
- 1988 : Bird, de Clint Eastwood est une biographie de Parker. Forest Whitaker a reçu le Prix d'interprétation masculine au Festival de Cannes 1988 pour le rôle de Charlie Parker.
- 2011 : Chico et Rita, film d'animation dans lequel apparaît brièvement Charlie Parker.

### Littérature
- Haruki Murakami, « Charlie Parker plays bossa-nova », in Première Personne du singulier, Belfond, 2022.
- La nouvelle L'Homme à l'affût de Julio Cortázar, extraite du recueil Les Armes secrètes (1958), est « un des plus beaux hommages à Charlie Parker »[21].
- Ode to a High Flying Bird (1965), de Charlie Watts[22]
- Le romancier John Connolly a créé pour ses romans un personnage nommé en mémoire du musicien, ancien policier et détective aguerri.
- Quelques « choruses » de Jack Kerouac in Mexico City Blues (1959) lui sont dédiés[23].

### Sculpture
- Hommage à Charlie Parker (2007), par Alain Kirili.

### Vidéographie
- Charlie Parker, Bird Songs, de Jean-Frédéric  Thibault, de Arnaud  Xainte, Arte France, 2020 (ISAN 0000-0005-B6EA-0000M-0000-0000-8)